# Dracula hawleyi
Dracula  é uma espécie de orquídea epífita de crescimento cespitoso cujo gênero é proximamente relacionado às Masdevallia, parte da subtribo Pleurothallidinae. Esta espécie é originária do noroeste do Equador, onde habita florestas úmidas e nebulosas das montanhas.
Supostamente é um híbrido entre as Dracula gigas e Dracula levii.